# Forelius mccooki
Forelius mccooki es una especie de hormiga del género Forelius, subfamilia Dolichoderinae. Fue descrita científicamente por McCook en 1880.
Se distribuye por México y los Estados Unidos. Se ha encontrado a elevaciones de hasta 2365 metros. Vive en microhábitats como la hojarasca, cerca de arroyos y nidos.